# Кубок Англії з футболу 1925—1926
Кубок Англії з футболу 1925—1926 — 51-й розіграш найстарішого футбольного турніру у світі, Кубка виклику Футбольної Асоціації, також відомого як Кубок Англії. Вдруге титул здобув Болтон Вондерерз.

## Перший раунд
| Дата                  | Господарі                  | Рахунок | Гості                    |
| --------------------- | -------------------------- | ------- | ------------------------ |
| 28 листопада          | Клептон                    | 3:1     | Норвіч Сіті              |
| 28 листопада          | Борнмут енд Боском Атлетік | 3:0     | Мертір Таун              |
| 28 листопада          | Рочдейл                    | 4:0     | Вест Стенлі              |
| 28 листопада          | Саут Бенк                  | 1:4     | Стоктон                  |
| 28 листопада          | Веймут                     | 0:1     | Ньюпорт Каунті           |
| 28 листопада          | Волсолл                    | 0:1     | Грімсбі Таун             |
| 28 листопада          | Джиллінгем                 | 6:0     | Саутгол                  |
| 28 листопада          | Лейтон                     | 1:0     | Сент-Олбанс Сіті         |
| 28 листопада          | Чатем                      | 0:3     | Сіттінгборн              |
| 28 листопада          | Лутон Таун                 | 3:0     | Фолкстоун                |
| 28 листопада          | Лондон Каледоніанс         | 1:2     | Ілфорд                   |
| 28 листопада          | Бостон Таун (1894)         | 5:2     | Менсфілд Таун            |
| 28 листопада          | Донкастер Роверз           | 2:0     | Веллінгтон Таун          |
| 28 листопада          | Транмер Роверз             | 0:0     | Кру Александра           |
| 2 грудня Перегравання | Кру Александра             | 2:1     | Транмер Роверз           |
| 28 листопада          | Ворксоп Таун               | 1:0     | Ковентрі Сіті            |
| 28 листопада          | Аккрінгтон Стенлі          | 4:0     | Рексем                   |
| 28 листопада          | Брентфорд                  | 3:1     | Барнет                   |
| 28 листопада          | Нортгемптон Таун           | 3:1     | Барнслі                  |
| 28 листопада          | Ват Атлетік                | 0:5     | Честерфілд               |
| 28 листопада          | Брайтон енд Гоув Альбіон   | 1:1     | Вотфорд                  |
| 2 грудня Перегравання | Вотфорд                    | 2:0     | Брайтон енд Гоув Альбіон |
| 28 листопада          | Нортфліт Юнайтед           | 2:2     | Квінз Парк Рейнджерс     |
| 2 грудня Перегравання | Квінз Парк Рейнджерс       | 2:0     | Нортфліт Юнайтед         |
| 28 листопада          | Карлайл Юнайтед            | 0:2     | Чілтон Кольєрі Рікріейшн |
| 28 листопада          | Олдем Атлетік              | 10:1    | Літем                    |
| 28 листопада          | Вустер Сіті                | 0:0     | Кеттерінг Таун           |
| 3 грудня Перегравання | Кеттерінг Таун             | 0:0     | Вустер Сіті              |
| 7 грудня Перегравання | Кеттерінг Таун             | 2:0     | Вустер Сіті              |
| 28 листопада          | Саутенд Юнайтед            | 5:1     | Далвіч Гамлет            |
| 28 листопада          | Бредфорд Парк-Авеню        | 2:2     | Лінкольн Сіті            |
| 2 грудня Перегравання | Лінкольн Сіті              | 1:1     | Бредфорд Парк-Авеню      |
| 7 грудня Перегравання | Бредфорд Парк-Авеню        | 2:1     | Лінкольн Сіті            |
| 28 листопада          | Ексетер Сіті               | 1:3     | Свонсі Сіті              |
| 28 листопада          | Горден Атлетік             | 2:3     | Дарлінгтон               |
| 28 листопада          | Блайт Спартанс             | 2:2     | Гартлпул Юнайтед         |
| 2 грудня Перегравання | Гартлпул Юнайтед           | 1:1     | Блайт Спартанс           |
| 7 грудня Перегравання | Гартлпул Юнайтед           | 1:1     | Блайт Спартанс           |
| 9 грудня Перегравання | Гартлпул Юнайтед           | 1:2     | Блайт Спартанс           |
| 28 листопада          | Галіфакс Таун              | 0:3     | Ротергем Юнайтед         |
| 28 листопада          | Чарльтон Атлетік           | 4:2     | Віндзор-енд-Ітон         |
| 28 листопада          | Дарем Сіті                 | 4:1     | Ашингтон                 |
| 28 листопада          | Саутпорт                   | 1:0     | Молд                     |
| 28 листопада          | Абердер Атлетик            | 4:1     | Бристоль Роверз          |
| 28 листопада          | Нью-Брайтон                | 2:0     | Барроу                   |
| 28 листопада          | Торкі Юнайтед              | 1:1     | Редінг                   |
| 2 грудня Перегравання | Редінг                     | 1:1     | Торкі Юнайтед            |
| 7 грудня Перегравання | Редінг                     | 2:0     | Торкі Юнайтед            |
| 28 листопада          | Фернгем Юнайтед Бреверіс   | 1:10    | Свіндон Таун             |
| 2 грудня              | Віган Боро                 | 3:0     | Нельсон                  |

## Другий раунд
До другого раунду увійшли переможці першого раунду. 
| Дата                   | Господарі                | Рахунок | Гості                      |
| ---------------------- | ------------------------ | ------- | -------------------------- |
| 12 грудня              | Клептон                  | 1:0     | Ілфорд                     |
| 12 грудня              | Редінг                   | 6:0     | Лейтон                     |
| 12 грудня              | Кру Александра           | 2:2     | Віган Боро                 |
| 16 грудня Перегравання | Віган Боро               | 2:1     | Кру Александра             |
| 12 грудня              | Свіндон Таун             | 7:0     | Сіттінгборн                |
| 12 грудня              | Бостон Таун (1894)       | 1:0     | Бредфорд Парк-Авеню        |
| 12 грудня              | Стоктон                  | 4:6     | Олдем Атлетік              |
| 12 грудня              | Донкастер Роверз         | 0:2     | Ротергем Юнайтед           |
| 12 грудня              | Ворксоп Таун             | 1:2     | Честерфілд                 |
| 12 грудня              | Квінз Парк Рейнджерс     | 1:1     | Чарльтон Атлетік           |
| 16 грудня Перегравання | Чарльтон Атлетік         | 1:0     | Квінз Парк Рейнджерс       |
| 12 грудня              | Аккрінгтон Стенлі        | 5:0     | Блайт Спартанс             |
| 12 грудня              | Брентфорд                | 1:2     | Борнмут енд Боском Атлетік |
| 12 грудня              | Нортгемптон Таун         | 3:1     | Ньюпорт Каунті             |
| 12 грудня              | Саутенд Юнайтед          | 1:0     | Джиллінгем                 |
| 12 грудня              | Свонсі Сіті              | 3:2     | Вотфорд                    |
| 12 грудня              | Дарем Сіті               | 0:3     | Саутпорт                   |
| 12 грудня              | Абердер Атлетик          | 1:0     | Лутон Таун                 |
| 12 грудня              | Нью-Брайтон              | 2:0     | Дарлінгтон                 |
| 12 грудня              | Чілтон Кольєрі Рікріейшн | 1:1     | Рочдейл                    |
| 17 грудня Перегравання | Рочдейл                  | 1:2     | Чілтон Кольєрі Рікріейшн   |
| 12 грудня              | Кеттерінг Таун           | 1:1     | Грімсбі Таун               |
| 15 грудня Перегравання | Грімсбі Таун             | 3:1     | Кеттерінг Таун             |

## Третій раунд
| Дата                  | Господарі                  | Рахунок | Гості                    |
| --------------------- | -------------------------- | ------- | ------------------------ |
| 9 січня               | Бірмінгем Сіті             | 2:0     | Грімсбі Таун             |
| 9 січня               | Блекпул                    | 0:2     | Свонсі Сіті              |
| 9 січня               | Честерфілд                 | 0:1     | Клептон Орієнт           |
| 9 січня               | Клептон                    | 2:3     | Свіндон Таун             |
| 9 січня               | Борнмут енд Боском Атлетік | 2:0     | Редінг                   |
| 9 січня               | Саут Шилдс                 | 3:0     | Чілтон Кольєрі Рікріейшн |
| 9 січня               | Саутгемптон                | 0:0     | Ліверпуль                |
| 13 січня Перегравання | Ліверпуль                  | 1:0     | Саутгемптон              |
| 9 січня               | Ноттс Каунті               | 2:0     | Лестер Сіті              |
| 9 січня               | Ноттінгем Форест           | 1:0     | Бредфорд Сіті            |
| 9 січня               | Блекберн Роверз            | 1:1     | Престон Норт-Енд         |
| 14 січня Перегравання | Престон Норт-Енд           | 1:4     | Блекберн Роверз          |
| 9 січня               | Болтон Вондерерз           | 1:0     | Аккрінгтон Стенлі        |
| 9 січня               | Вулвергемптон Вондерерз    | 1:1     | Арсенал                  |
| 13 січня Перегравання | Арсенал                    | 1:0     | Вулвергемптон Вондерерз  |
| 9 січня               | Мідлсбро                   | 5:1     | Лідс Юнайтед             |
| 9 січня               | Вест-Бромвіч Альбіон       | 5:1     | Бристоль Сіті            |
| 9 січня               | Сандерленд                 | 8:1     | Бостон Таун (1894)       |
| 9 січня               | Дербі Каунті               | 0:0     | Портсмут                 |
| 13 січня Перегравання | Портсмут                   | 1:1     | Дербі Каунті             |
| 18 січня Перегравання | Дербі Каунті               | 2:0     | Портсмут                 |
| 9 січня               | Евертон                    | 1:1     | Фулгем                   |
| 14 січня Перегравання | Фулгем                     | 1:0     | Евертон                  |
| 9 січня               | Шеффілд Юнайтед            | 2:0     | Стокпорт Каунті          |
| 9 січня               | Ньюкасл Юнайтед            | 4:1     | Абердер Атлетик          |
| 9 січня               | Тоттенгем Готспур          | 5:0     | Вест Гем Юнайтед         |
| 9 січня               | Нортгемптон Таун           | 3:3     | Крістал Пелес            |
| 13 січня Перегравання | Крістал Пелес              | 2:1     | Нортгемптон Таун         |
| 9 січня               | Плімут Аргайл              | 1:2     | Челсі                    |
| 9 січня               | Міллволл                   | 1:1     | Олдем Атлетік            |
| 12 січня Перегравання | Олдем Атлетік              | 0:1     | Міллволл                 |
| 9 січня               | Галл Сіті                  | 0:3     | Астон Вілла              |
| 9 січня               | Саутенд Юнайтед            | 5:2     | Саутпорт                 |
| 9 січня               | Кардіфф Сіті               | 2:2     | Бернлі                   |
| 13 січня Перегравання | Бернлі                     | 0:2     | Кардіфф Сіті             |
| 9 січня               | Порт Вейл                  | 2:3     | Манчестер Юнайтед        |
| 9 січня               | Чарльтон Атлетік           | 0:1     | Гаддерсфілд Таун         |
| 9 січня               | Нью-Брайтон                | 2:1     | Венсдей                  |
| 9 січня               | Віган Боро                 | 2:5     | Сток Сіті                |
| 9 січня               | Корінтіан                  | 3:3     | Манчестер Сіті           |
| 13 січня Перегравання | Манчестер Сіті             | 4:0     | Корінтіан                |
| 9 січня               | Ротергем Юнайтед           | 2:3     | Бері                     |

## Четвертий раунд
У цьому раунді зіграли переможці попереднього етапу.
| Дата                  | Господарі                  | Рахунок | Гості                      |
| --------------------- | -------------------------- | ------- | -------------------------- |
| 30 січня              | Борнмут енд Боском Атлетік | 2:2     | Болтон Вондерерз           |
| 3 лютого Перегравання | Болтон Вондерерз           | 6:2     | Борнмут енд Боском Атлетік |
| 30 січня              | Бері                       | 3:3     | Міллволл                   |
| 3 лютого Перегравання | Міллволл                   | 2:0     | Бері                       |
| 30 січня              | Саут Шилдс                 | 2:1     | Бірмінгем Сіті             |
| 30 січня              | Ноттс Каунті               | 2:0     | Нью-Брайтон                |
| 30 січня              | Ноттінгем Форест           | 2:0     | Свіндон Таун               |
| 30 січня              | Вест-Бромвіч Альбіон       | 1:2     | Астон Вілла                |
| 30 січня              | Шеффілд Юнайтед            | 1:2     | Сандерленд                 |
| 30 січня              | Тоттенгем Готспур          | 2:2     | Манчестер Юнайтед          |
| 3 лютого Перегравання | Манчестер Юнайтед          | 2:0     | Тоттенгем Готспур          |
| 30 січня              | Манчестер Сіті             | 4:0     | Гаддерсфілд Таун           |
| 30 січня              | Фулгем                     | 3:1     | Ліверпуль                  |
| 30 січня              | Клептон Орієнт             | 4:2     | Мідлсбро                   |
| 30 січня              | Крістал Пелес              | 2:1     | Челсі                      |
| 30 січня              | Саутенд Юнайтед            | 4:1     | Дербі Каунті               |
| 30 січня              | Кардіфф Сіті               | 0:2     | Ньюкасл Юнайтед            |
| 30 січня              | Свонсі Сіті                | 6:3     | Сток Сіті                  |
| 30 січня              | Арсенал                    | 3:1     | Блекберн Роверз            |

## П'ятий раунд
На цьому етапі зіграли переможці попереднього раунду.
| Дата                   | Господарі         | Рахунок | Гості             |
| ---------------------- | ----------------- | ------- | ----------------- |
| 20 лютого              | Ноттс Каунті      | 0:1     | Фулгем            |
| 20 лютого              | Астон Вілла       | 1:1     | Арсенал           |
| 24 лютого Перегравання | Арсенал           | 2:0     | Астон Вілла       |
| 20 лютого              | Болтон Вондерерз  | 3:0     | Саут Шилдс        |
| 20 лютого              | Сандерленд        | 3:3     | Манчестер Юнайтед |
| 24 лютого Перегравання | Манчестер Юнайтед | 2:1     | Сандерленд        |
| 20 лютого              | Манчестер Сіті    | 11:4    | Крістал Пелес     |
| 20 лютого              | Міллволл          | 0:1     | Свонсі Сіті       |
| 20 лютого              | Клептон Орієнт    | 2:0     | Ньюкасл Юнайтед   |
| 20 лютого              | Саутенд Юнайтед   | 0:1     | Ноттінгем Форест  |

## Шостий раунд
На цьому етапі зіграли переможці попереднього раунду.
| Дата                    | Господарі        | Рахунок | Гості             |
| ----------------------- | ---------------- | ------- | ----------------- |
| 6 березня               | Ноттінгем Форест | 2:2     | Болтон Вондерерз  |
| 10 березня Перегравання | Болтон Вондерерз | 0:0     | Ноттінгем Форест  |
| 15 березня Перегравання | Болтон Вондерерз | 1:0     | Ноттінгем Форест  |
| 6 березня               | Фулгем           | 1:2     | Манчестер Юнайтед |
| 6 березня               | Клептон Орієнт   | 1:6     | Манчестер Сіті    |
| 6 березня               | Свонсі Сіті      | 2:1     | Арсенал           |

## Півфінали
У півфіналах зіграли команди, що перемогли на попередньому етапі.
| Дата       | Господарі        | Рахунок | Гості             |
| ---------- | ---------------- | ------- | ----------------- |
| 27 березня | Манчестер Сіті   | 3:0     | Манчестер Юнайтед |
| 27 березня | Болтон Вондерерз | 3:0     | Свонсі Сіті       |

## Фінал
| 24 квітня 1926 |

| Болтон Вондерерз | 1:0      | Манчестер Сіті |
| ---------------- | -------- | -------------- |
| Джек 76'         | Протокол |                |

| Вемблі, Лондон Глядачів: 91 447 Арбітр: І.Бейкер |